# Jose Paala Salazar
Jose Paala Salazar OP (* 13. März 1937 in Manila; † 30. Mai 2004) war Weihbischof in Lipa.

## Leben
Jose Paala Salazar trat der Ordensgemeinschaft der Dominikaner bei, legt die Profess am 15. Juni 1960 ab und empfing am 9. Mai 1968 die Priesterweihe.
Johannes Paul II. ernannte ihn am 25. April 1996 zum Prälaten von Batanes und der Babuyan-Inseln. Der Erzbischof von Manila, Jaime Lachica Kardinal Sin, spendete ihm am 7. Juni desselben Jahres die Bischofsweihe; Mitkonsekratoren waren Diosdado Aenlle Talamayan, Erzbischof von Tuguegarao, und Leonardo Zamora Legaspi OP, Erzbischof von Caceres.
Der Papst ernannte am 23. November 2002 ihn Weihbischof in Butuan und Titularbischof von Hippo Diarrhytus. Am 11. Juni 2003 wurde er zum Weihbischof in Lipa ernannt.